# Cena Izvestijí 1983
Sedmnáctý ročník Ceny Izvestijí se konal od 16. do 21. 12. 1983 v Moskvě. Zúčastnilo se pět reprezentačních mužstev, která se utkala jednokolovým systémem každý s každým.

## Výsledky a tabulka
|    |         | SSSR          | ČSSR           | SWE     | FIN    | CAN    | V | R | P | Skóre | B |
| 1. | SSSR    | Sovětský svaz | 5:2            | 4:1     | 11:3   | 8:1    | 4 | 0 | 0 | 28:7  | 8 |
| 2. | ČSSR    | 2:5           | Československo | 2:1     | 3:0    | 4:2    | 3 | 0 | 1 | 11:8  | 6 |
| 3. | Švédsko | 1:4           | 1:2            | Švédsko | 5:1    | 5:2    | 2 | 0 | 2 | 10:9  | 4 |
| 4. | Finsko  | 3:11          | 0:3            | 1:5     | Finsko | 3:1    | 1 | 0 | 3 | 7:20  | 2 |
| 5. | Kanada  | 1:8           | 2:4            | 2:5     | 1:3    | Kanada | 0 | 0 | 4 | 6:20  | 0 |

 SSSR -  Kanada 8:1 (2:0, 3:1, 3:0)
16. prosince 1983 - Moskva

Branky SSSR: 8. Alexandr Gerasimov, 5. Sergej Makarov, 22. Viktor Žluktov, 30. Vladimir Krutov, 31. Alexandr Gerasimov, 48. Andrej Chomutov, 50. Michail Vasiljev, 52. Vladimir Krutov.

Branky Kanady: 24. Mark Morrison.

Rozhodčí: Josef Kompalla (FRG) – Anatolij Jegorov (URS), Samojlov (URS)

Vyloučení: 4:4 (využití 0:0)
SSSR: Vladislav Treťjak (41. Vladimir Myškin) – Alexej Kasatonov, Vjačeslav Fetisov, Zinetula Biljaletdinov, Vasilij Pěrvuchin, Vladimir Zubkov, Igor Stělnov, Sergej Starikov, Vladimir Tjurikov – Sergej Makarov, Igor Larionov, Vladimir Krutov – Alexandr Skvorcov, Viktor Ťumeněv, Sergej Jašin – Nikolaj Drozděckij, Viktor Žluktov, Michail Vasiljev – Andrej Chomutov, Alexandr Gerasimov, Sergej Šepelev.
Kanada: Mario Gosselin – James Patrick, Jean-Jacques Daigneault, Doug Lidster, Warren Anderson, Joseph Grant, Bruce Driver – Patrik Flatley, Carey Wilson, George Servinis – David Gagner, David Donnelly, Gordon Sherven - Kevin Dineen, David Tippett, Robin Bartell – Darren Lowe, Mark Morroson, Dan Wood.
 Československo -  Švédsko 2:1 (1:1, 1:0, 0:0)
16. prosince 1983 - Moskva

Branky a nahrávky Československa: 14:44 Igor Liba (Dárius Rusnák), 37. Jiří Hrdina.

Branky a nahrávky Švédska: 17:46 Anders Carlsson (Hakan Nordin).

Rozhodčí: Andersson (FIN) – Jurij Smirnov (URS), Noskov (URS)

Vyloučení: 2:6 (využití 0:0)
ČSSR: Jaromír Šindel – Milan Chalupa, Jaroslav Benák, Arnold Kadlec, Miloslav Hořava, Radoslav Svoboda, Eduard Uvíra – Jiří Lála, Ladislav Svozil, František Černík – Vincent Lukáč, Dárius Rusnák, Igor Liba – Jiří Hrdina , Vladimír Růžička, Pavel Richter – Vladimír Caldr, Dušan Pašek, Jaroslav Korbela.
Švédsko: Rolf Ridderwall – Michael Thelvén, Bo Ericsson, Thomas Ahlén, Mats Waltin, Göran Lindblom, Hakan Nordin – Jens Öhling, Per-Erik Eklund, Peter Gradin – Anders Carlsson, Håkan Södergren, Tommy Mörth – Ove Olsson, Hakan Eriksson, Michael Hjälm – Mats Hessel, Thom Eklund, Thomas Rundqvist.
 Švédsko -  Kanada 3:2 (1:0, 2:1, 0:1)
17. prosince 1983 - Moskva

Branky Švédska: 12. Peter Gradin, 26. Håkan Södergren, 26. Thom Eklund 

Branky Kanady: 22. Bruce Driver, 55. David Donnelly.

Rozhodčí: Jurij Karandin (URS) – Michail Galinovskij (URS), Afanasjev (URS)

Vyloučení: 4:5 (0:0)
Švédsko: Göte Wälitalo – Tommy Samuelsson, Thomas Ahlén, Göran Lindblom, Hakan Nordin, Michael Thelvén, Bo Ericsson – Jens Öhling, Per-Erik Eklund, Peter Gradin – Anders Carlsson, Håkan Södergren, Tommy Mörth – Michael Hjälm, Ove Olsson, Thom Eklund - Mats Hessel, Thomas Rundqvist, Hakan Eriksson.
Kanada: Darren Eliot – James Patrick, Jean-Jacques Daigneault, Joseph Grant, Bruce Driver, Doug Lidster, Warren Anderson – Patrik Flatley, Carey Wilson, George Servinis – Kevin Dineen, David Tippett, Robin Bartell – Darren Lowe, Mark Morroson, Dan Wood - David Gagner, David Donnelly, Gordon Sherven.
 SSSR -  Finsko 11:3 (2:2, 5:1, 4:0)
17. prosince 1983 - Moskva

Branky SSSR: 8. Andrej Chomutov, 19. Vladimir Krutov, 22. Sergej Makarov, 23. Alexandr Gerasimov, 26. Sergej Makarov, 27. Sergej Šepelev, 32. Alexej Kasatonov, 42. Viktor Ťumeněv, 42. Sergej Makarov, 47. Sergej Makarov, 60. Alexandr Gerasimov.

Branky Finska: 12. Timo Susi, 13. Anssi Melametsä, 35. Arto Javanainen

Rozhodčí: Kjell Lind (SWE) – Jurij Smirnov (URS), Noskov (URS)

Vyloučení: 6:9 (využití 3:0)
SSSR: Vladislav Treťjak – Alexej Kasatonov, Vjačeslav Fetisov, Zinetula Biljaletdinov, Vasilij Pěrvuchin, Vladimir Zubkov, Igor Stělnov, Sergej Starikov, Vladimir Tjurikov – Sergej Makarov, Igor Larionov, Vladimir Krutov (21. Nikolaj Drozděckij) – Nikolaj Drozděckij, Viktor Žluktov, Michail Vasiljev – Alexandr Skvorcov, Viktor Ťumeněv, Sergej Jašin – Andrej Chomutov, Alexandr Gerasimov, Sergej Šepelev.
Finsko: Kari Takko – Pertti Lehtonen, Simo Saarinen, Arto Ruotanen, Petteri Lehto, Timo Jutila, Juha Jyrkiö, Markus Lehto, Harry Nyman – Arto Sirviö, Anssi Melametsä, Tony Arima – Petri Skriko, Pekka Järvelä, Raimo Summanen – Arto Javanainen, Jarmo Mäkitalo, Seppo Ahokainen – Timo Susi, Hannu Oksanen, Harri Tuohimaa.
 Československo -  Finsko 3:0 (1:0, 1:0, 1:0)
18. prosince 1983 - Moskva

Branky a nahrávky Československa: 12:37 Igor Liba, 20:55 Jiří Hrdina, 59:27 Pavel Richter (Jaroslav Benák).

Rozhodčí: Jurij Karandin (URS) – Michail Galinovskij (URS), Afanasjev (URS)

Vyloučení: 6:9 (využití 0:0)
ČSSR: Jaromír Šindel – Radoslav Svoboda, Eduard Uvíra, Arnold Kadlec, Miloslav Hořava, Milan Chalupa, Jaroslav Benák – Vincent Lukáč, Dárius Rusnák, Igor Liba – Vladimír Caldr, Dušan Pašek, Jaroslav Korbela – Jiří Lála, Ladislav Svozil, František Černík – Jiří Hrdina, Vladimír Růžička, Pavel Richter.
Finsko: Jorma Valtonen – Pertti Lehtonen, Simo Saarinen, Arto Ruotanen, Petteri Lehto, Timo Jutila, Juha Jyrkiö, Markus Lehto, Harry Nyman – Arto Sirviö, Anssi Melametsä, Tony Arima – Petri Skriko, Harri Tuohimaa, Raimo Summanen – Arto Javanainen, Jarmo Mäkitalo, Seppo Ahokainen – Pekka Järvelä, Hannu Oksanen, Timo Susi.
 Kanada -  Československo 2:4 (2:1, 0:1, 0:2)
19. prosince 1983 - Moskva

Branky a nahrávky Kanady: 8:13 Patrik Flatley (Carey Wilson), 18:54 Patrik Flatley.

Branky a nahrávky Československa: 11:29 Miloslav Hořava (Arnold Kadlec), 34:47 Jaroslav Benák (Pavel Richter), 44:18 Jaroslav Benák (Vincent Lukáč), 57:34 Dárius Rusnák (Vincent Lukáč, Miloslav Hořava).

Rozhodčí: Andersson (FIN) – Jurij Smirnov (URS), Noskov (URS)

Vyloučení: 5:7 (3:0)
ČSSR: Jaromír Šindel – Milan Chalupa, Jaroslav Benák, Arnold Kadlec, Miloslav Hořava, Radoslav Svoboda, Eduard Uvíra – Vincent Lukáč, Dárius Rusnák, Igor Liba – Petr Rosol, Vladimír Caldr, Jaroslav Korbela – Jiří Lála, Ladislav Svozil, František Černík – Jiří Hrdina , Vladimír Růžička, Pavel Richter.
Kanada: Mario Gosselin – James Patrick, Jean-Jacques Daigneault, Joseph Grant, Bruce Driver, Doug Lidster, Warren Anderson – Patrik Flatley, Carey Wilson, George Servinis – Kevin Dineen, David Tippett, Robin Bartell – Darren Lowe, Mark Morroson, Dan Wood - David Gagner, David Donnelly, Gordon Sherven.
 SSSR -  Švédsko 4:1 (3:0, 1:1, 0:0)
19. prosince 1983 - Moskva

Branky SSSR: 10. Viktor Ťumeněv, 18. Alexandr Skvorcov, 20. Valerij Vasiljev, 28. Alexandr Gerasimov. 

Branky Švédska: 35. Mats Hessel

Rozhodčí: Josef Kompalla (FRG) – Michail Galinovskij (URS), Afanasjev (URS)

Vyloučení: 3:3 (využití 0:0)
SSSR: Vladislav Treťjak – Alexej Kasatonov, Vjačeslav Fetisov, Vladimir Zubkov, Vladimir Tjurikov, Zinetula Biljaletdinov, Vasilij Pěrvuchin, Sergej Starikov, Igor Stělnov - Sergej Makarov, Igor Larionov, Vladimir Krutov - Nikolaj Drozděckij, Viktor Žluktov, Michail Vasiljev - Alexandr Skvorcov, Viktor Ťumeněv, Sergej Jašin – Andrej Chomutov, Alexandr Gerasimov, Sergej Šepelev.
Švédsko: Göte Wälitalo – Michael Thelvén, Bo Ericsson, Thomas Ahlén, Valtin, Göran Lindblom, Hakan Nordin - Jens Öhling, Per-Erik Eklund, Peter Gradin – Tommy Mörth, Ove Olsson, Håkan Södergren - Michael Hjälm, Björn Karlsson, Thom Eklund - Anders Karlsson, Thomas Rundqvist, Hakan Eriksson - Mats Hessel.
 Švédsko -  Finsko 5:1 (2:1, 1:0, 2:0)
20. prosince 1983 - Moskva

Branky Švédska: 8. Peter Gradin, 20. Michael Hjalm, 38. Håkan Södergren, 45. Per-Erik Eklund, 50. Hakan Nordin. 

Branky Finska: 20. Petri Skriko

Rozhodčí: Jiří Lípa (TCH) – Noskov (URS), Samojlov (URS)

Vyloučení: 3:4 (využití 0:0)
Švédsko: Rolf Ridderwall – Michael Thelvén, Bo Ericsson, Thomas Ahlén, Waltin, Göran Lindblom, Hakan Nordin - Jens Öhling, Per-Erik Eklund, Peter Gradin – Anders Carlsson, Thom Eklund, Michael Hjälm - Thomas Rundqvist, Hakan Eriksson, Mats Hessel - Håkan Södergren, Ove Olsson, Tommy Mörth.
Finsko: Jorma Valtonen – Harry Nyman, Petteri Lehto, Timo Jutila, Juha Jyrkiö, Pertti Lehtonen, Simo Saarinen - Arto Sirviö, Anssi Melametsä, Tony Arima – Arto Javanainen, Jarmo Mäkitalo, Seppo Ahokainen – Timo Susi, Hannu Oksanen, Petri Skriko - Markus Lehto, Pekka Järvelä, Harri Tuohimaa.
 Finsko -  Kanada 3:1 (0:0, 1:1, 2:0)
21. prosince 1983 - Moskva

Branky Finska: 26. Harri Tuohimaa, 51. Hannu Oksanen, 55. Harry Nyman 

Branky Kanady: 23. Dan Wood

Rozhodčí: Jiří Lípa (TCH) – Anatolij Jegorov (URS), Jurij Smirnov (URS)

Vyloučení: 4:5 (využití 3:0)
Finsko: Kari Takko – Harry Nyman, Petteri Lehto, Timo Jutila, Jyrkiö, Pertti Lehtonen, Simo Saarinen - Arto Sirviö, Anssi Melametsä, Tony Arima – Arto Javanainen, Jarmo Mäkitalo, Seppo Ahokainen – Timo Susi, Hannu Oksanen, Petri Skriko - Markus Lehto, Pekka Järvelä, Harri Tuohimaa.
Kanada: Darren Eliot – James Patrick, Jean-Jacques Daigneault, Joseph Grant, Bruce Driver, Doug Lidster, Warren Anderson – David Tippett, Robin Bartell, David Donnelly - Carey Wilson, George Servinis, Gordon Sherven - Dan Wood, Mark Morroson, David Gagner - Darren Lowe, Kevin Dineen.
 SSSR -  Československo 5:2 (2:0, 2:2, 1:0)
21. prosince 1983 - Moskva

Branky a nahrávky SSSR: 12:17 Alexej Kasatonov (Sergej Makarov), 17:32 Viktor Žluktov (Michail Vasiljev, Nikolaj Drozděckij), 20:18 Vjačeslav Fetisov (Alexej Kasatonov, Sergej Makarov), 26:15 Igor Larionov (Alexej Kasatonov), 49:38 Vjačeslav Fetisov (Vladimir Krutov, Igor Larionov).

Branky a nahrávky Československa: 25:15 Vladimír Caldr (Dušan Pašek), 29:22 Vladimír Caldr.

Rozhodčí: Kjell Lind (SWE) – Igor Prusov (URS), Samojlov (URS)

Vyloučení: 4:5 (využití 0:2)
ČSSR: Dominik Hašek - Milan Chalupa, Jaroslav Benák, Arnold Kadlec, Miloslav Hořava, Radoslav Svoboda, Eduard Uvíra – Vincent Lukáč, Dárius Rusnák, Igor Liba – Vladimír Caldr, Dušan Pašek, Jaroslav Korbela – Jiří Lála, Ladislav Svozil, František Černík - Jiří Hrdina, Vladimír Růžička, Pavel Richter.
SSSR: Vladislav Treťjak – Vjačeslav Fetisov, Alexej Kasatonov, Vladimir Zubkov, Vladimir Tjurikov, Zinetula Biljaletdinov, Vasilij Pěrvuchin, Sergej Starikov, Igor Stělnov– Sergej Makarov, Igor Larionov, Vladimir Krutov – Nikolaj Drozděckij, Viktor Žluktov, Michail Vasiljev – Alexandr Skvorcov, Viktor Ťumeněv, Sergej Jašin – Alexandr Gerasimov, Sergej Šepelev, Andrej Chomutov.

## Statistiky

### Nejlepší hráči
| Brankář | Jaromír Šindel     |
| Obránce | Vjačeslav Fetisov  |
| Útočník | Alexandr Gerasimov |

### Kanadské bodování
| Poř. | Kanadské bodování  | Branky | Přihrávky | Body |
| ---- | ------------------ | ------ | --------- | ---- |
| 1.   | Sergej Makarov     | 5      | 3         | 8    |
| 2.   | Alexandr Gerasimov | 5      | 0         | 5    |
| 3.   | Alexej Kasatonov   | 2      | 3         | 5    |